# Flipper (film fra 1963)
 For alternative betydninger, se Flipper (flertydig). (Se også artikler, som begynder med Flipper)
Flipper er en amerikansk eventyrfilm fra 1963 skrevet af Arthur Weiss baseret på en historie af Ricou Browning og Jack Cowden. Filmen er produceret af Ivan Tors og instrueret af James B. Clark og handler om en 12-årig dreng, der bor sammen med sine forældre i Florida Keys, og som bliver ven med en såret vild delfin. Drengen og delfinen bliver uadskillelige og overvinder til sidst bekymringerne hos drengens fiskerfar.
Udgivet af Metro-Goldwyn-Mayer den 14. august 1963 introducerede filmen den populære sang Flipper af Dunham og Henry Vars og inspirerede den efterfølgende tv-serie af samme navn (1964-1967). Filmen blev genindspillet i 1996 som Flipper.